# بخش نوکلاک
بخش نوکلاک (به انگلیسی: Noklak district) یک منطقهٔ مسکونی در هند است که در ناگالند واقع شده‌است. بخش نوکلاک ۱٬۱۵۲ کیلومتر مربع مساحت و ۵۹٬۳۰۰ نفر جمعیت دارد.